# Нью-Мілфорд Тауншип (округ Сасквеганна, Пенсільванія)
Нью-Мілфорд Тауншип (англ. New Milford Township) — селище (англ. township) в США, в окрузі Сасквегенна штату Пенсільванія. Населення — 1789 осіб (2020).

## Демографія
Згідно з переписом 2010 року, у селищі мешкали 2042 особи в 834 домогосподарствах у складі 593 родин. Було 1226 помешкань
Расовий склад населення:
| - 98,5 % — білих - 0,3 % — чорних або афроамериканців - 0,2 % — корінних американців - 0,1 % — азіатів |

До двох чи більше рас належало 0,7 %. Частка іспаномовних становила 1,0 % від усіх жителів.
За віковим діапазоном населення розподілялося таким чином: 20,7 % — особи молодші 18 років, 61,8 % — особи у віці 18—64 років, 17,5 % — особи у віці 65 років та старші. Медіана віку мешканця становила 46,4 року. На 100 осіб жіночої статі у селищі припадало 105,0 чоловіків;  на 100 жінок у віці від 18 років та старших — 102,2 чоловіків також старших 18 років.
Середній дохід на одне домашнє господарство  становив 68 109 доларів США (медіана — 50 865), а середній дохід на одну сім'ю — 76 930 доларів (медіана — 62 721). Медіана доходів становила 43 882 долари для чоловіків та 28 594 долари для жінок. За межею бідності перебувало 8,5 % осіб, у тому числі 13,7 % дітей у віці до 18 років та 4,4 % осіб у віці 65 років та старших.
Цивільне працевлаштоване населення становило 889 осіб. Основні галузі зайнятості: освіта, охорона здоров'я та соціальна допомога — 17,1 %, виробництво — 13,4 %, мистецтво, розваги та відпочинок — 11,6 %, роздрібна торгівля — 10,8 %.